# Rifugio Donegani
Il rifugio Guido Donegani, meglio noto come rifugio Donegani, è un rifugio situato nel comune di Minucciano (LU), in località Orto di Donna, nelle Alpi Apuane, a 1.150 m s.l.m.
Il primo rifugio fu ricavato nella struttura dismessa di un locale mensa per i cavatori della Società Mineraria Montecatini impiegati nelle cave del fianco est del Monte Grondilice, costruita nel agli inizi del XX secolo. Successivamente, nel 1953, per volere dell'allora direttore generale della Montecatini l'ingegner Guido Donegani, essa fu donata alla sezione CAI di Lucca per la realizzazione di un rifugio alpinistico; la gestione della struttura venne affidata alla signora Laura Lattanzi di Minucciano (classe 1923) che, insieme alle sue sorelle Marisa e Stella, al marito Renzo Anchesi e alla cognata Pierina Giananti, avviò un'attività divenuta, per moltissimo tempo, unico punto di riferimento per gli alpinisti impegnati nelle diverse escursioni della zona. 
I pericoli e il degrado ambientale causati dall'allargamento della vicina cava di marmo, spinsero il CAI a trasferire il rifugio in un altro caseggiato nel 1967; la struttura, posta leggermente più a valle, garantiva maggiori spazi e una capienza di ben 52 posti letto. Questo Rifugio, sempre sotto la devota conduzione della Laura e dei suoi collaboratori, col tempo diventata una vera a propria istituzione nella valle di Orto di Donna, rimase aperto sino al 1999, anno in cui la signora Laura fu costretta ad abbandonare la gestione a causa di gravi problemi di salute; la chiusura del Donegani come rifugio CAI rappresentò la fine di un'epoca per gli alpinisti, privando la valle di Orto di Donna del principale punto di appoggio. 
Nel 2005 la struttura fu acquistata da privati che la resero nuovamente fruibile e la riaprirono al pubblico. Le vicine cave di marmo, a causa del loro impatto sulla valle glaciale Orto di Donna-Val Serenaia, sono tra le più combattute dal movimento No Cav.   
Il rifugio ha ricevuto il riconoscimento di "Esercizio consigliato dal Parco per le sue scelte eco-compatibili".   

## Accessi
L'accesso avviene da Minucciano, seguendo la strada delle cave di marmo per Orto di Donna. 

## Ascensioni
- Monte Pisanino - 1.946 m s.l.m.
- Monte Cavallo - 1.888 m s.l.m.
- Monte Contrario - 1.789 m s.l.m.
- Monte Grondilice - 1.809 m s.l.m.
- Pizzo d’Uccello - 1.781 m s.l.m.